# Це все неправда
Це все неправда (англ. It's All Wrong) — американська короткометражна кінокомедія режисера Генрі МакРея 1916 року.

## У ролях
- Пет Руні
- Едвард Седжвік
- Івет Мітчелл
- Джин Гершолт